# Dicranomyia (Dicranomyia) pudicoides
Dicranomyia (Dicranomyia) pudicoides is een tweevleugelige uit de familie steltmuggen (Limoniidae). De soort komt voor in het Nearctisch gebied.